# Luleå
Luleå ([ˈlʉːleoː]ⓘ) (del sami septentrional: Luleju) (del finés: Luulaja) es una ciudad en la costa este del norte de Suecia. Sede del municipio de Luleå y la capital de la provincia de Norrbotten.

## Geografía
La ciudad de Luleå está situada en la península donde la bahía de Lule se encuentra con el golfo de Botnia; la bahía se estrecha hacia el noroeste y se convierte en el río Lule, permitiendo el transporte marítimo a través del condado. La ubicación de la ciudad en la península de Svartöstaden hacía necesaria una expansión, por lo que una gran parte del área sobre la que se asienta (unos 2110 kilómetros cuadrados) está ganada al mar. Luleå también posee zonas urbanas construidas en la isla de Hertsön, lo que hace que, gracias a su situación, sea la séptima más poblada de Suecia. 
El puerto de Luleå — el 5.º mayor de toda Suecia al transportar sobre 7 millones de toneladas de carga cada año — es de particular importancia debido al mineral de hierro extraído por la empresa LKAB en las minas de Kiruna y Gällivare/Malmberget. Durante los meses de invierno, el tráfico marítimo continúa al mismo ritmo gracias a los rompehielos de la marina sueca, que tienen su sede central en Luleå.

### Archipiélago de Luleå
El archipiélago de Luleå se compone de aproximadamente 700 islas; y se extiende hasta el límite entre los condados de Norrbotten y Västerbotten, así como hasta la frontera con Finlandia. Expediciones arqueológicas han descubierto una serie de laberintos que fueron probablemente utilizados para rituales agrícolas. De entre los alrededor de 300 laberintos que en el mundo comparten el mismo patrón, 100 se encuentran en las islas de Luleå.

## Historia

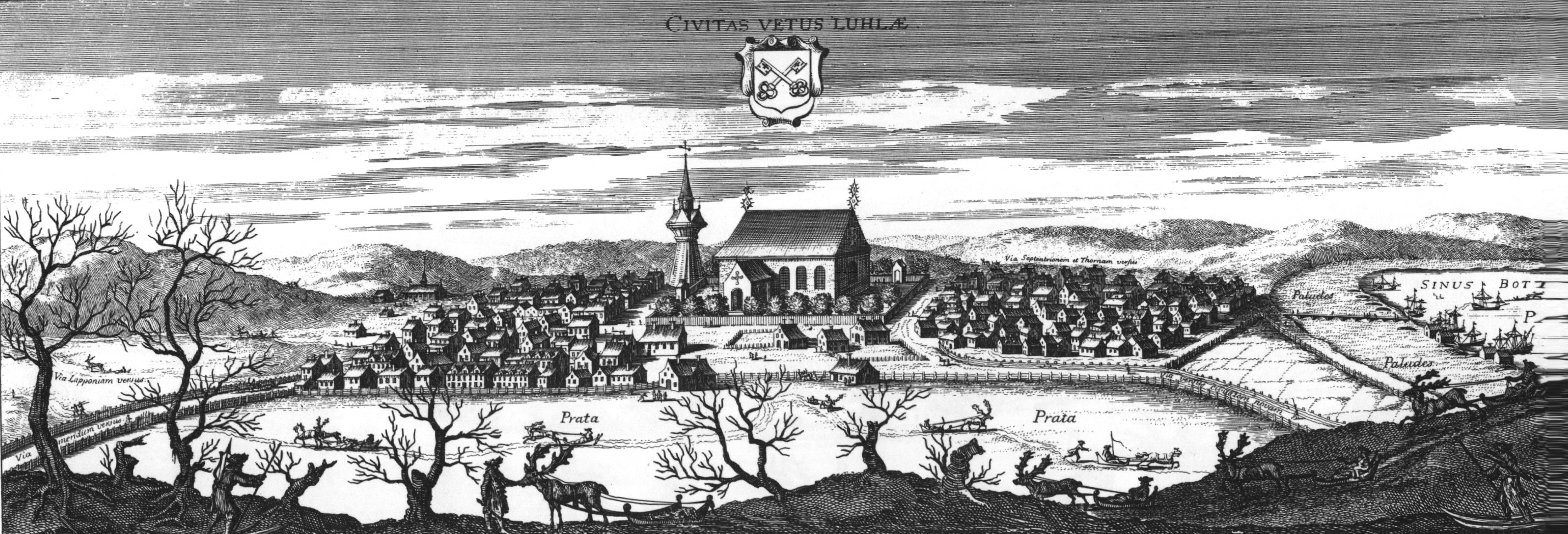
Ciudad vieja de Luleå sobre el año 1700, del Suecia antiqua et hodierna.

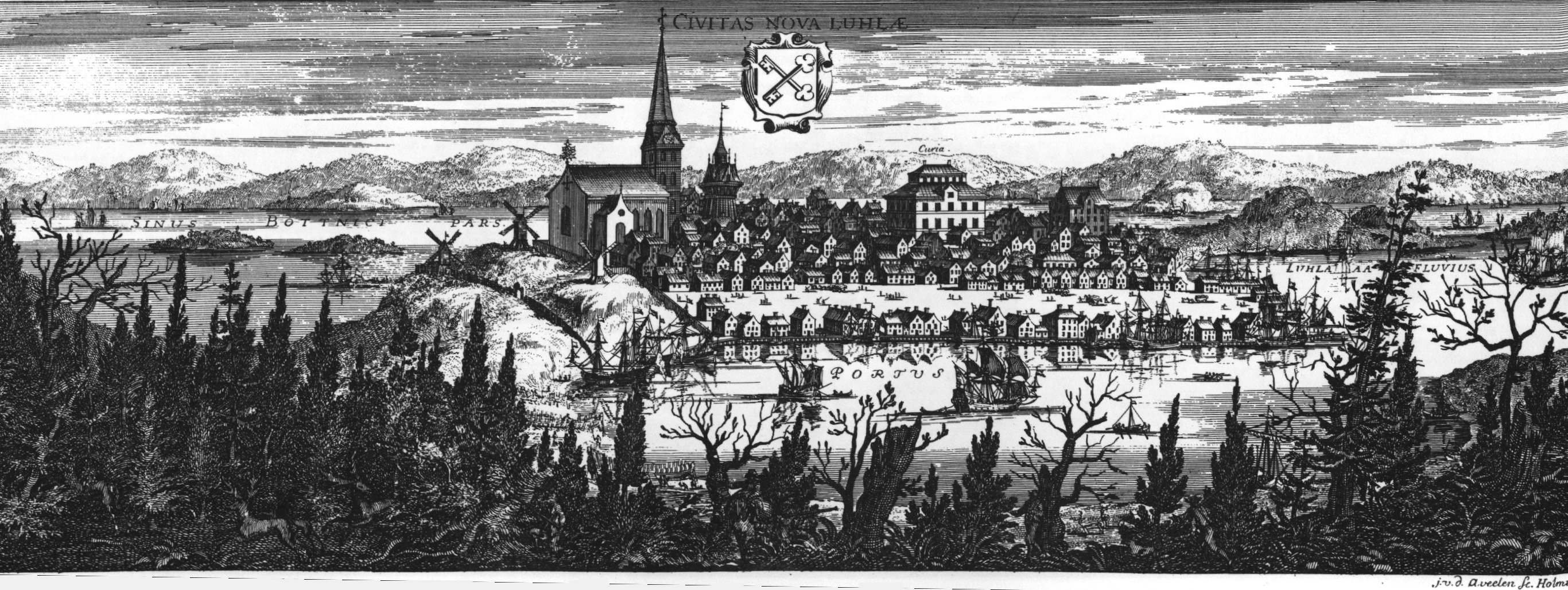
Ciudad nueva de Luleå, del mismo documento. Los dos edificios más altos son la iglesia y el ayuntamiento.

Luleå era ya un puerto importante entre los siglos XIII y XV.
Los fueros reales fueron concedidos en 1621 por el rey Gustavo II Adolfo de Suecia. La ubicación original de la ciudad se localiza donde Gammelstad se encuentra en nuestros días. El desplazamiento de la ciudad de Luleå en 1649 hasta su ubicación actual se debió a la elevación del terreno que sufre la zona y que terminó haciendo la bahía demasiado estrecha para la entrada de los barcos hasta ese punto.
La Aldea-iglesia de Gammelstad fue nombrada en 1996 Patrimonio de la humanidad por la Unesco.
En 1887, un incendio destruyó la mayor parte de la ciudad, dejando en pie sólo unos pocos edificios. La catedral neogótica, llamada en sus orígenes Iglesia de Oskar Fredrik (1893) es, con sus 67 metros de altura, el edificio más alto de la ciudad.

## Economía

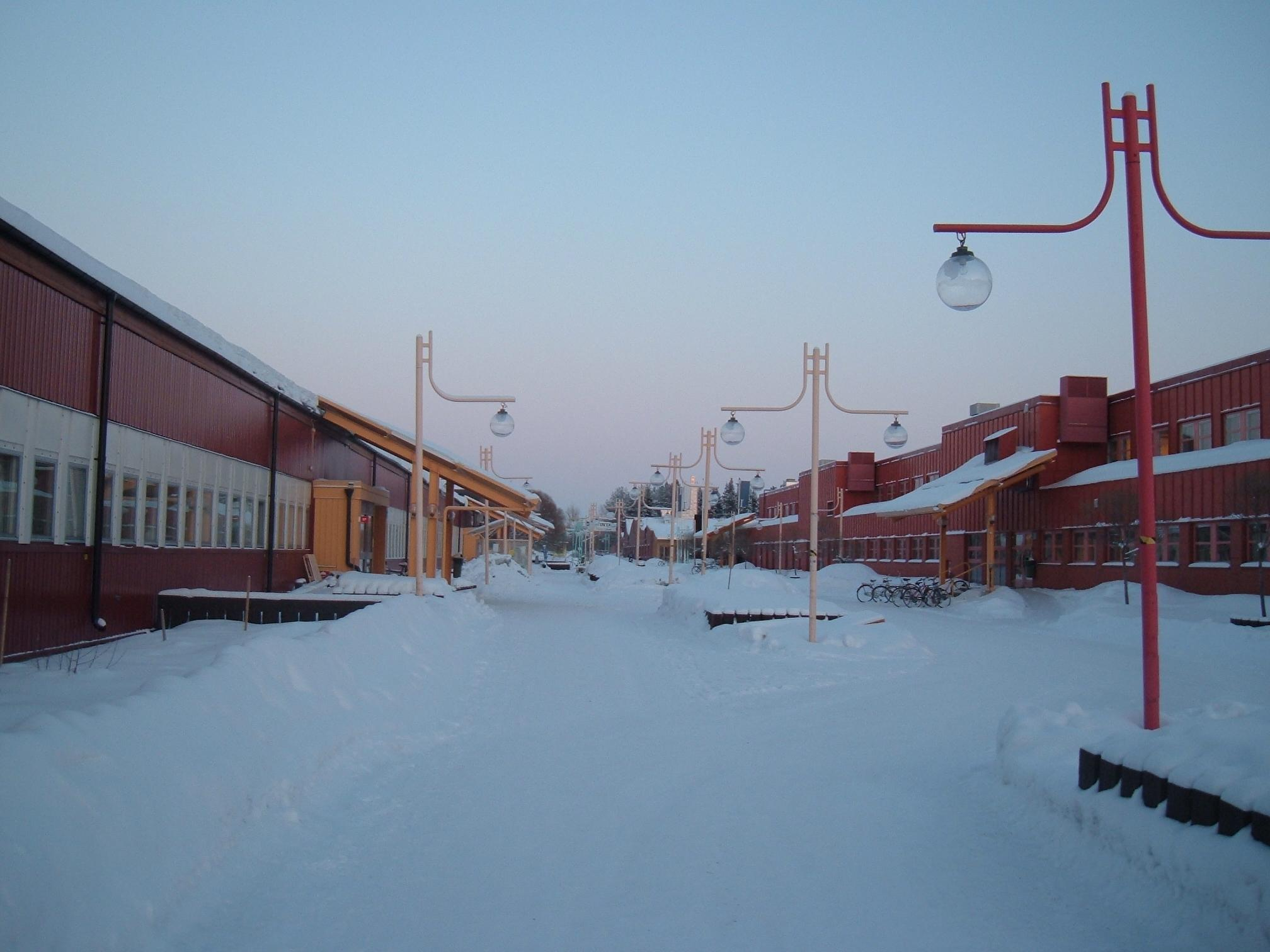
Universidad Técnica de Luleå.

Las bases de la economía de Luleå son una mezcla de industria, investigación, educación, comercio y servicios. Los diversos programas y cursos de la Universidad Técnica de Luleå (Luleå Tekniska Universitet) han atraído en estos últimos años a numerosas compañías multinacionales, que instalan sus oficinas cerca de la facultad, así como a estudiantes de todas partes del mundo que acuden bajo el programa erasmus a estudiar a la ciudad.
La mayor fuente de trabajo de la ciudad proviene de la industria siderúrgica SSAB y de la Universidad Técnica de Luleå. Otras compañías importantes son Ferruform (una subsidiaria de Scania) y Gestamp HardTech. (Un avión F21 de la Fuerza Aérea Sueca se encuentra expuesto en las cercanías del aeropuerto de la ciudad y puede verse desde la carretera al entrar o salir del mismo.

### Industria TI
La industria de las Tecnologías de la información en Luleå emplea a unas 200 personas aproximadamente (2008).
Luleå ha sido sede de importantes adelantos e hitos tecnológicos:
- La primera llamada GSM (1989)
- El estándar VDSL (2000-2007)
- Los protocolos de radio – RDS, DAB, DARC (1992-1997)
- El algoritmo Luleå para enrutamiento (1997)
- Living Labs – Servicio europeo líder en banco de pruebas con 6000 usuarios (2001)
- Capa de transporte en HDTV para telefonía (1996)
- Software GPS en teléfonos móviles (2005-)
- OFDM – La base para 4G (1990-2006)
- Marratech - Software pionero en tecnología para videoconferencias vía internet (1998-) - adquirido por Google, lanzando en noviembre de 2008 el soporte para video-chat en Gmail
- Proyecto Arena, tecnologías de la información en el deporte - sensores, dispositivos portátiles de vídeo sin cables (1999-2002)
- Proyecto Estreet - Primer experimento de marketing móvil a gran escala (2000)

## Demografía
| Gráfica de evolución de Luleå entre 1850 y 2019 |
|                                                 |

## Clima
Luleå disfruta de un clima subártico con veranos cortos, frescos y luminosos e inviernos largos con abundante nieve. A pesar de la latitud extremadamente norteña en la que se encuentra, el clima es relativamente suave comparado con otros sitios en latitudes similares, en parte gracias a la corriente del golfo.

## Medios de comunicación

### Periódicos
- Norrbottens-Kuriren
- Norrländska Socialdemokraten

## Cultura
Luleå tiene una gran variedad de instituciones culturales, entre ellas el Norrbottensteatern, museo de Norrbotten, y la Norrbotten big band liderada por Tim Hagans. En enero de 2007 abrió sus puertas la Casa de la Cultura (Kulturens Hus), y actualmente acoge una biblioteca, conciertos y exposiciones varias.

## Deportes
Luleå tiene representación en equipos que compiten en diversos deportes, incluyendo fútbol (Lira Luleå BK, IFK Luleå), hockey sobre hielo (Luleå HF, que juega en la primera división -Elitserien-) y baloncesto (Plannja Basket es el equipo masculino y Luleå Basket el femenino; habiendo ganado el primero 7 ligas -Basketligan- y estableciendo un récord con ello). En Luleå también hay un equipo de fútbol americano, los Luleå Eskimos.

## Comercio
No solo el número de tiendas y centros comerciales ha crecido en los últimos años, sino que en la ciudad se encuentra el primer centro comercial cubierto del mundo, Shopping, y que sigue abierto en la actualidad. Además de este, se pueden encontrar otros como Strand, Smedjan, Folksamhuset y la primera galería comercial para jóvenes de Suecia, Storgatan 61. Las dos calles más comerciales de Luleå se encuentran también en el centro: Storgatan y Kungsgatan.
Una nueva área comercial de grandes dimensiones -Storheden- se abrió en 2006 a las afueras de la ciudad.

## Patrimonio de la Humanidad Unesco

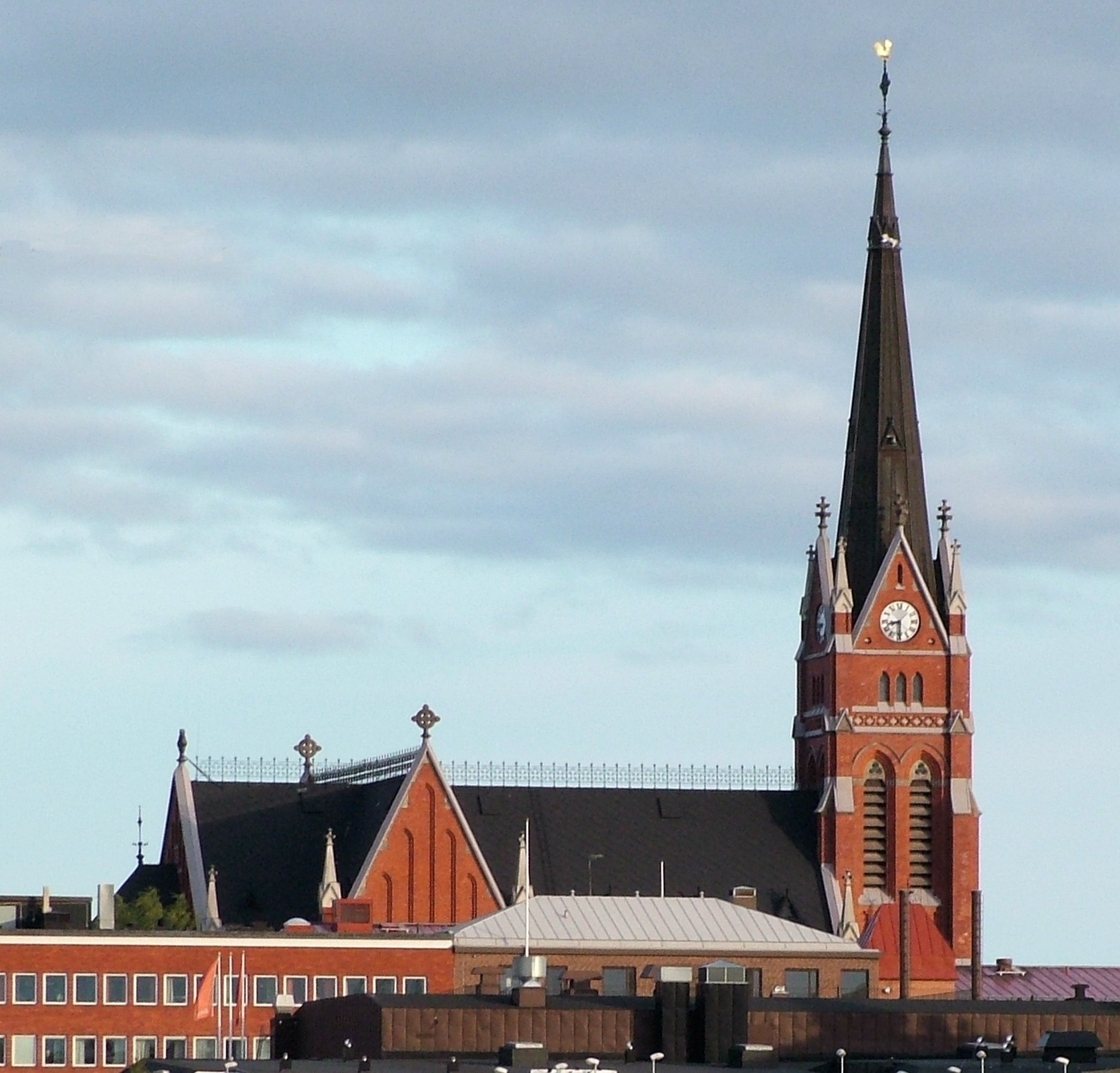
Catedral de Luleå.

- Aldea-iglesia de Gammelstad

## Personas destacadas
- Breach, banda de música Hardcore
- Ingvar Wixell, cantante de ópera (barítono)
- John W. Nordstrom, fundador de la cadena de tiendas Nordstrom
- Leif Östling, Presidente de Scania
- Machinae Supremacy, banda de música SID Metal
- Marita Ulvskog, político
- Martin Ljung, actor
- Maud Adams, actriz
- Movits!, banda de música Hip-Hop
- Per Ledin, jugador de hockey sobre hielo
- Raised Fist, banda de música Hardcore
- The Bear Quartet, banda de música Rock
- The Duskfall, banda de música Deathmetal